# SSC Ultimate Aero
El SSC Ultimate Aero es un automóvil superdeportivo coupé de 2 puertas diédricas biplaza producido por el fabricante estadounidense Shelby Super Cars, desde 2007, año en el que le arrebató el récord de 407 km/h (253 mph) al Bugatti Veyron 16.4, hasta 2010, año en que otra vez la casa Bugatti y el evolucionado Veyron con su ganadora apuesta en el Veyron Super Sport le arrebató el récord con un espectacular e inigualable registro, fue el automóvil de producción más rápido del mundo con una velocidad máxima de 411,76 km/h (255,86 mph), siendo el promedio de una primera prueba en el Estado de Washington de 413,83 km/h (257,14 mph); y una segunda de  409,71 km/h (254,58 mph), con lo cual batió la marca anterior del Koenigsegg CCR. Posteriormente, fue superado en 2011 por el Bugatti Veyron Super Sport con una velocidad máxima de 431,086 km/h (267,86 mph).
Actualmente el automóvil ya no es producido para su venta.

## Versiones

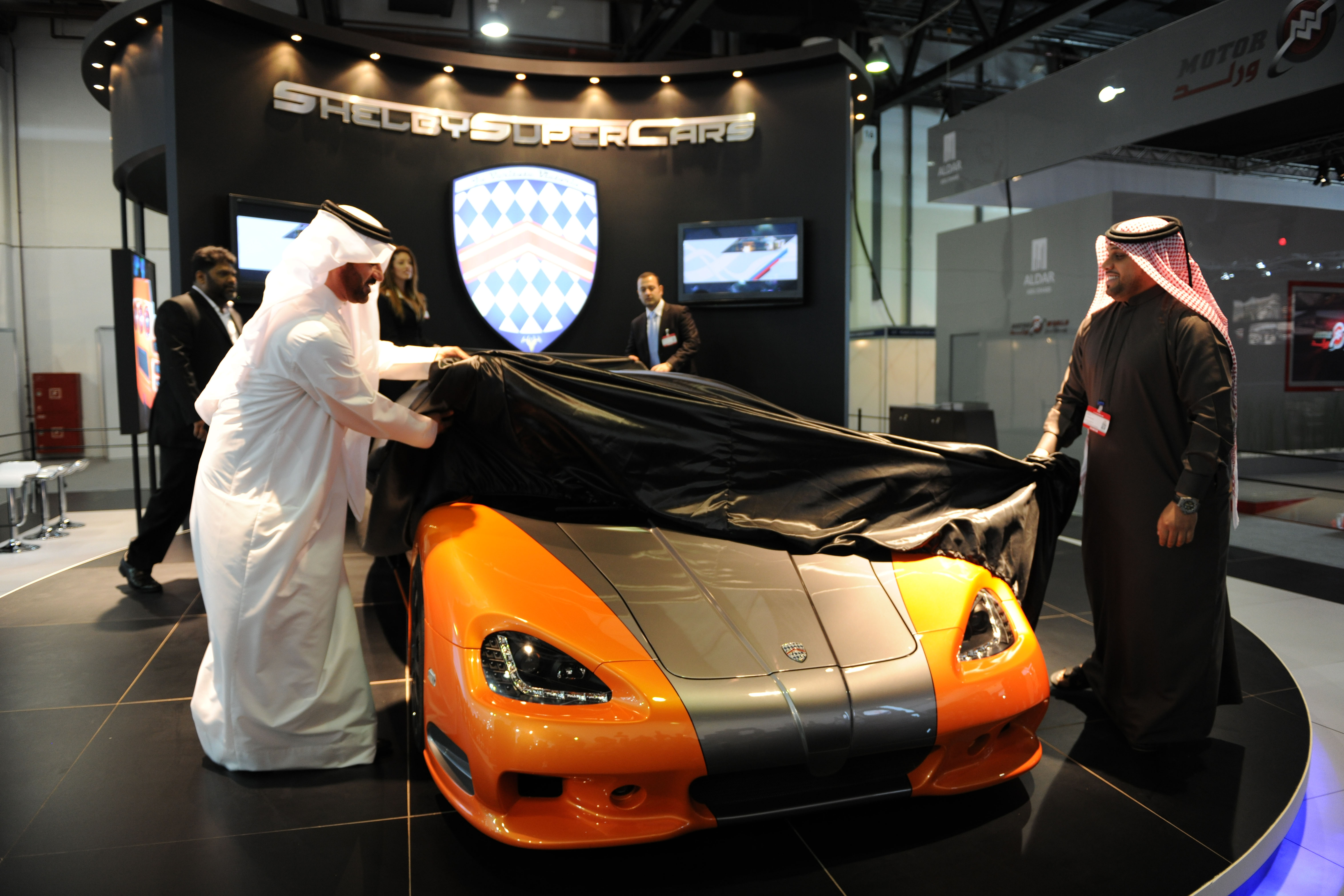
Ultimate Aero siendo develado en Dubái el 11 de julio de 2018.

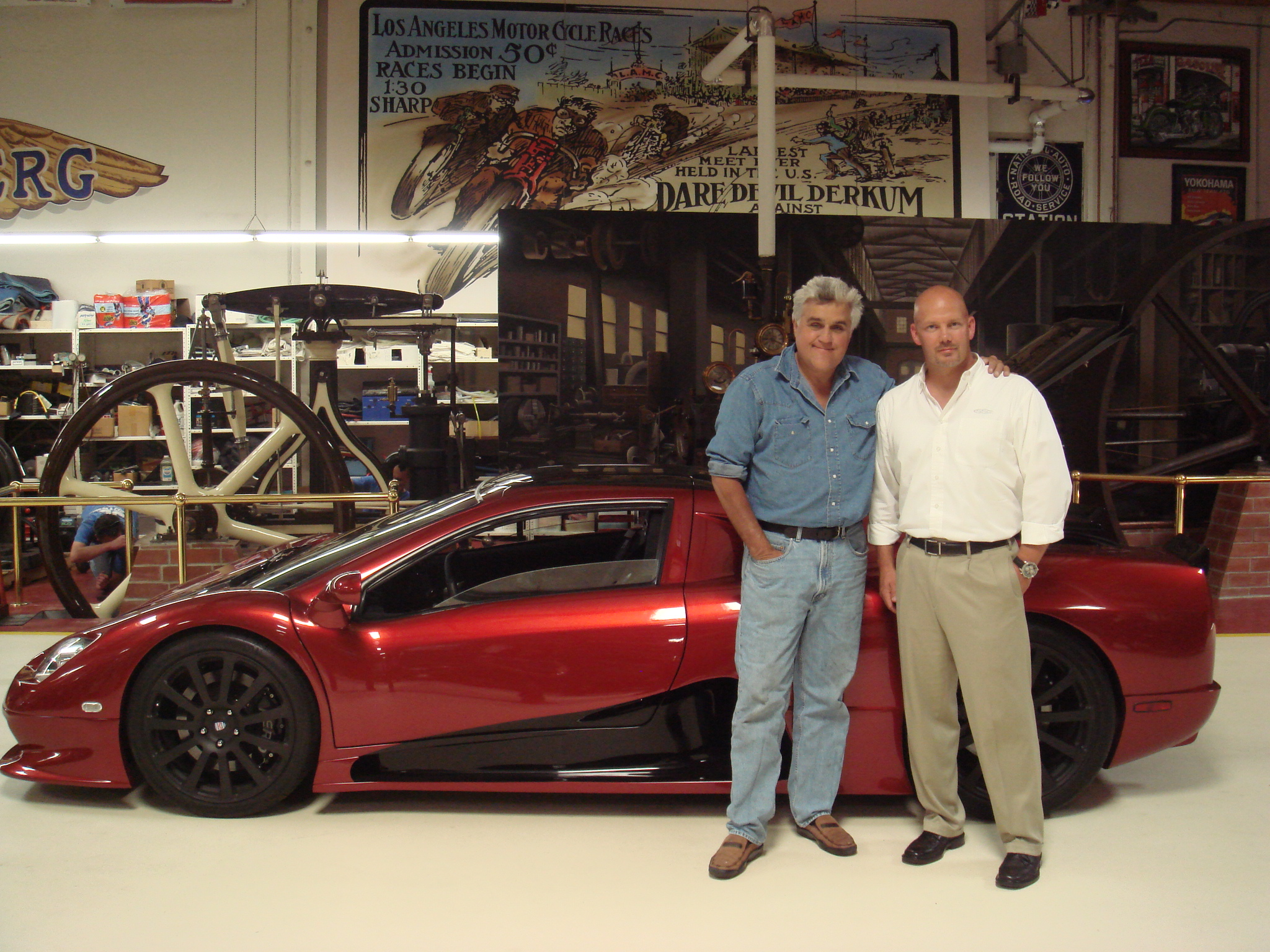
Jay Leno y Jerod Shelby junto al SSC Ultimate Aero presentado en un episodio el 25 de junio de 2008.

### Aero SC/8T

#### 2004
SSC en el Estado de Washington, EE. UU. Creó el Aero SC/8T como la primera versión de su superdeportivo totalmente estadounidense. La empresa llamada Shelby Super Cars, se distingue de Shelby Automobiles y se enorgullece de sus impresionantes cifras de velocidad máxima y potencia.
En 2002, Jerod Shelby y su equipo trabajaron en un marco espacial de acero y una carrocería de fibra de carbono como base para su superdeportivo de 250 mph (402 km/h). Su chasis de réplica de Lamborghini era similar en diseño y el primer prototipo usó un V8 biturbo del Chevrolet Corvette C5. Los autos posteriores usaron una versión sobrealimentada con un V8 Chevrolet de bloque pequeño.
El Aero tomó prestados muchos rasgos estilísticos de la exótica italiana, pero es claramente diferente de cualquier producto fabricado en Estados Unidos, por ejemplo, las puertas se hicieron con un diseño de mariposa y fueron operadas por aire.
El primer Aero SC/8T fue pintado Burnt Copper Pearl (cobre quemado acabado perlado). Este prototipo aceleró de 0 a 60 mph (97 km/h) en un tiempo de 3,1 segundos. Producía 787 HP (798 CV; 587 kW) a las 6600 rpm y un par máximo de 635 lb·pie (861 N·m) a las 5800 rpm, con un peso aproximado de 2800 lb (1270 kg).
Tiene un motor totalmente de aluminio con sobrealimentador de 6257 cm³ (6,3 L; 381,8 plg³) y un diámetro x carrera de 3,9 x 4 pulgadas (99,1 x 101,6 mm), que produce 908 HP (921 CV; 677 kW) a las 6600 rpm y un par máximo de 771 lb·pie (1045 N·m) a las 5800 rpm, mientras mantiene un peso en vacío de 2720 lb (1234 kg), lo que crea un récord de autos de producción y una relación peso a potencia increíblemente baja de 2.99. Desde su primera vez en la pista de Firebird International Raceway en Phoenix (Arizona), 19 de marzo de 2004, al Aero le tomó 2,94 segundos para alcanzar las 60 mph (97 km/h) y 10,44 segundos para el 1/4 milla (402 m); y de 0-100 mph (161 km/h)-0 en solamente 11,6 segundos.
Extensas pruebas de aerodinámica han demostrado que el Aero es capaz de volar a centímetros de la Tierra a 249 mph (401 km/h). El propietario de la compañía, Jerod Shelby, sin relación con Carroll, decidió mantener el Aero fuera de la industria automotriz durante dos años debido a problemas de reclamos prematuros de otros fabricantes. El Aero SC/8T hizo su debut en la famosa subasta de autos deportivos y clásicos de RM Auctions, del 12 al 15 de agosto de 2004 en Monterey, California.
La forma de la carrocería junto con el piso plano y los túneles Venturi traseros, crean un coeficiente de arrastre bajo de 0,3187 y trabajan juntos para generar una combinación de aerodinámica que mantiene el automóvil en el suelo a altas velocidades. El equipo de SSC ha obtenido calificaciones extraordinarias con un rendimiento de gasolina de 18 mpgAm (13,1 L/100 km; 7,7 km/L) en ciudad y 27 mpgAm (8,7 L/100 km; 11,5 km/L) en carretera, con un motor diseñado y ensamblado en conjunto con Blood Enterprises en Auburn (Washington).
Para el Aero se planeaba una producción limitada de solamente 25 unidades, numerando cada chasis para proteger su valor de colección.

#### 2005
Para 2005, tuvo una actualización al incrementase la cilindrada de 6257 a 6349 cm³ (6,3 a 6,3 L) (381,8 a 387,4 plg³) con un diámetro x carrera de 4,125 x 3,62 pulgadas (104,8 x 91,9 mm), lo cual trajo un aumento de potencia a 1046 HP (1061 CV; 780 kW) a las 6950 rpm y un par máximo de 821 lb·pie (1113 N·m) a las 6200 rpm, con un peso de 2639 lb (1197 kg).

### Ultimate Aero TT
Según el fabricante, el Ultimate Aero es aerodinámicamente estable a velocidades de hasta 437 km/h (271,54 mph). El vehículo está fabricado con materiales ligeros como aluminio y fibra de carbono, con un motor con biturbo que desarrolla 1183 HP (1199 CV; 882 kW). Tiene un precio de venta de US$ 700000, menos de la mitad de lo que cuesta el Bugatti Veyron.
El SSC se actualizó en 2011 con un rediseño menor de su carrocería que incluía una nueva parrilla frontal para obtener una mayor refrigeración, debido al aumento de potencia al que se le había sometido, con lo cual, el V8 del Ultimate Aero produce 1287 HP (1305 CV; 960 kW) a las 6075 rpm y un par máximo de 1112 lb·pie (1508 N·m) a las 6150 rpm. Sin embargo, no se ha probado su velocidad punta después de esto, con lo que le ha sido imposible averiguar si podía batir el registro del Bugatti Veyron Super Sport, aunque su velocidad punta se estima en los 439,35 km/h (273 mph).

#### Especificaciones
| 1/4 milla (402 m)              | 9,9 segundos a 144 mph (232 km/h).                     |
| Relación de compresión         | 8,975:1.                                               |
| Límite de régimen (línea roja) | 7200 rpm.                                              |
| Alimentación                   | Inyección electrónica multipunto secuencial.           |
| Aspiración                     | Biturbo con intercoolers gemelos agua-aire.            |
| Peso del motor                 | 422 lb (191 kg).                                       |
| Combustible recomendado        | Premium sin plomo de 91 RON.                           |
| Lubricante recomendado         | SAE 5W/30 de carreras completamente sintético.         |
| Carrocería y chasis            | Compuesto de fibra de carbono con bastidor de acero.   |
| Distribución de peso           | 42% (del.)/ 58% (tras.)                                |
| Relación peso a potencia       | 2,14 lb/hp (nuevo récord para un coche de producción). |

Relaciones de la transmisión
| 1ª   | 2ª   | 3ª  | 4ª     | 5ª     | 6ª     | Final  |
| ---- | ---- | --- | ------ | ------ | ------ | ------ |
| 3,00 | 2,15 | 1,5 | 1,1304 | 0,8667 | 0,6452 | 3,4444 |

### Ultimate Aero EV
El coche tendría una versión eléctrica a finales de 2009, llamado SSC Ultimate Aero EV y, según Shelby Supercars, señalaba que tendría una autonomía entre los 240 y 320 km (100 y 200 mi).
El motor sería el novedoso All‐Electric Scalable Powertrain, "AESP" para abreviar. Según lo anunciado, usaría dos propulsores eléctricos, con una potencia combinada de 1000 HP (1014 CV; 746 kW) y un par máximo de 1084 N·m (800 lb·pie), siendo completamente lineal en este tipo de motores.
Su aceleración de 0 a 100 km/h (62 mph) sería de unos 2,5 segundos y una velocidad máxima alrededor de 335 km/h (208 mph). Estos datos son superiores comparados con el deportivo eléctrico Tesla Roadster.
Lo más sorprendente es el nuevo sistema Charge on the Run de las batería de ion de litio. Con este sistema, afirman que se podrán cargar completamente las baterías en solamente 10 minutos con un enchufe de 220V.
Los dos motores AESP irán acoplados a una transmisión automática de tres relaciones controlada electrónicamente y con una velocidad de cambio entre marchas de apenas 0,24 segundos.
La presentación el primer SSC Ultimate Aero EV estaba prevista para el segundo trimestre de 2009 y su puesta a la venta sería hasta finales de ese mismo año.

### Ultimate Aero XT
Con la llegada del SSC Tuatara, el fabricante norteamericano ha decidido despedirse del Ultimate Aero con una última serie especial de cinco unidades denominadas Ultimate Aero XT, con algunas novedades adoptadas del nuevo Tuatara.
El Ultimate Aero XT es una versión muy radical del superdeportivo con faros del Ford Focus que consiguió batir el récord de velocidad en tierra de un coche de serie al Bugatti Veyron.
Estas unidades contarían con un motor V8 de 6942 cm³ (6,9 L; 423,6 plg³) de 1300 HP (1318 CV; 969 kW) y un par máximo de 1360 N·m (1003 lb·pie), la caja de cambios automática de siete velocidades con levas detrás del volante y también los frenos del nuevo SSC Tuatara (inicialmente llamado como "Ultimate Aero II").
Acelera de 0 a 100 km/h (62 mph) en 2,65 segundos, de 0 a 322 km/h (200 mph) en 15,65 segundos y alcanza una velocidad máxima teórica de 439 km/h (273 mph), que parecería ser suficiente para batir el récord del Bugatti Veyron Super Sport. Otro dato teórico son los 11,25 segundos que tarda en hacer el 0-161 km/h (100 mph)-0.
La pintura de cada uno de estos cinco coches será retirada del catálogo a elegir para futuros clientes de SSC, por lo que no habrán esos mismos colores disponibles en otros nuevos modelos.

## Apariciones en multimedia
Ha aparecido en algunos videojuegos de carreras, como: Asphalt 8: Airborne, Forza Motorsport 3, Forza Motorsport 4 y Forza Horizon.